# Dodsland
Dodsland es un pueblo canadiense situado en la provincia de Saskatchewan.

## Superficie
Dodsland tiene una superficie de 2,86 km².

## Demografía
En 2021, tenía 215 habitantes, una densidad poblacional de 75,3 hab./km², y 114 viviendas.